# Centre-Nord de Bahia
 (février 2025).
Si vous disposez d'ouvrages ou d'articles de référence ou si vous connaissez des sites web de qualité traitant du thème abordé ici, merci de compléter l'article en donnant les références utiles à sa vérifiabilité et en les liant à la section « Notes et références ».
Le Centre-Nord de Bahia est l'une des 7 mésorégions de l'État de Bahia. Elle regroupe 80 municipalités groupées en 5 microrégions.

## Données
La région compte 2 119 878 habitants pour 81 354 km2.

## Microrégions
La mésorégion du Centre-Nord de Bahia est subdivisée en 5 microrégions :
- Feira de Santana
- Irecê
- Itaberaba
- Jacobina
- Senhor do Bonfim